# Pobiednik Wielki
Pobiednik Wielki – wieś w Polsce położona w województwie małopolskim, w powiecie krakowskim, w gminie Igołomia-Wawrzeńczyce (na jej południowo-zachodnim krańcu).
Wieś w końcu XVI wieku leżąca w powiecie proszowskim województwa krakowskiego była własnością klasztoru norbertanek na Zwierzyńcu w Krakowie. W latach 1975–1998 miejscowość administracyjnie należała do województwa krakowskiego.

Integralne części miejscowości: Brzostek, Dubinek, Kolonia, Komora.
Wieś graniczy od zachodu z dawnymi wsiami Cło i Wolica (wchodzącymi obecnie w granice administracyjne miasta Kraków – dzielnicy Nowa Huta), od północy z Tropiszowem, od wschodu z Igołomią, od południa z Pobiednikiem Małym. Terytorium wsi leży w wąskim klinie kotliny Sandomierskiej, obejmującym pradolinę Wisły. Północną granicę stanowi droga krajowa nr 79 Kraków – Sandomierz, która stanowi kontynuację dawnego traktu.
Na przełomie XIX/XX w. wzdłuż traktu zaczęto wznosić zabudowania m.in. folwark Komora (pierwotnie rosyjska komora celna, zburzona w 1976 r.) oraz osiedle Brzostek powstałe w 1857 roku. Po drugiej stronie drogi rozpościera się równina lotniska Aeroklubu Krakowskiego, która sięga aż po dawne tereny dworskie Tropiszów. Na terenie wsi znajdują się dawne stawy rybne.
W roku 2021 we wsi mieszkały 504 osoby, z czego 47.2% stanowiły kobiety, a 52.8%- mężczyźni.

## Kalendarium
- 1254, 1256 – najstarsze wzmianki o Pobiedniku jako własności klasztoru norbertanek zwierzynieckich /KDP III s.218 /;
- 1276 – klasztor zwierzyniecki powierza Henrykowi i Geraldowi – mieszczanom krakowskim osadzenie wsi Lubocza i Pobiednik na prawie magdeburskim /LDM IV,nr 878/;
- 1857 – powstanie osady Brzostek jako kolonii w której osadzono m.in. inwalidów wojny rosyjsko–tureckiej;
- 5 maja 1863 – na polach Pobiednika rozegrała się bitwa powstańcza wojsk rosyjskich z oddziałem powstańców styczniowych. Oddział kapitana Stefana Malczewskiego (170 osób) stoczył potyczkę z przeważającymi siłami wroga. W wyniku całodobowej bitwy śmierć ponieśli wszyscy powstańcy. Ich zwłoki zostały wrzucone do masowego grobu i zapomniane;
- 1934/35 – budowa lotniska w Pobiedniku Wielkim;
- W czasie kampanii wrześniowej stacjonowała tu 23 Eskadra Towarzysząca[7].

Zobacz też: Pobiednik Mały